# Plazidus Zurlauben

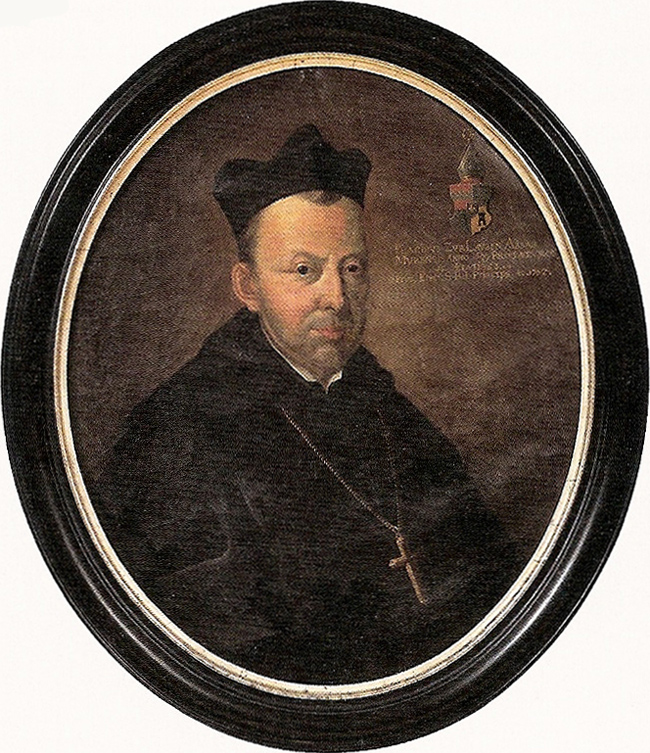
Plazidus Zurlauben

Plazidus Zurlauben (* 13. August 1646 in Bremgarten; † 14. September 1723 auf Schloss Sandegg) war ein Schweizer Benediktinermönch. Von 1684 bis 1701 war er Abt, danach bis zu seinem Tod erster Fürstabt des Klosters Muri in den Freien Ämtern (im heutigen Kanton Aargau).

## Biografie

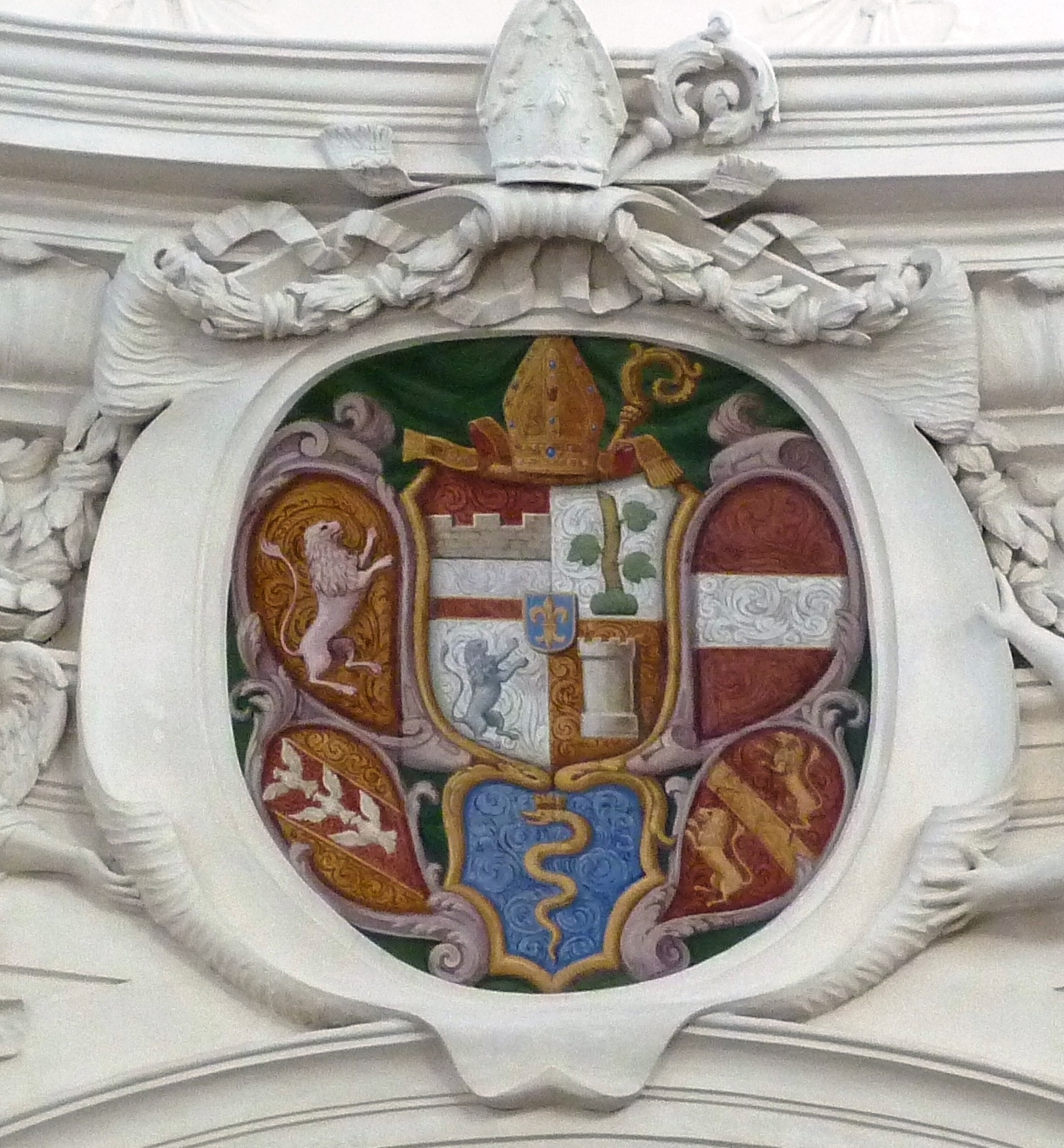
Wappen von Fürstabt Plazidus

Plazidus Zurlauben entstammte der angesehenen Zuger Familie Zurlauben. Seine Eltern waren Beat Jakob Zurlauben, Landschreiber der Freien Ämter in Bremgarten und später Ammann in Zug, sowie dessen erste Frau Maria Barbara Reding von Biberegg, Schwester des Einsiedler Abtes Augustin Reding. Am 17. Juni 1663 legte Zurlauben in Muri seine Profess ab, am 22. März 1670 folgte die Priesterweihe. Ab 1672 war er als Lehrer an der Klosterschule tätig, deren Präzeptor er 1674 wurde. Von 1680 bis 1684 war er Sekretär der Schweizerischen Benediktinerkongregation. Fünf Tage nach dem Tod von Hieronymus Troger wurde er am 14. März 1684 zum neuen Abt gewählt.
Zurlauben war in hohem Masse auf Repräsentation bedacht. Bereits wenige Monate nach seiner Wahl beschloss er einen umfassenden Neubau der Klosteranlage. Mit den Planungen beauftragte er den Architekten Caspar Moosbrugger, der damals im Kloster Einsiedeln als Laienbruder lebte. Den Anfang machten 1685/86 Abtskapelle und Abtswohnung im Ostflügel. 1694 folgte ein neuer Westflügel mit Studierstuben sowie Kunst- und Raritätenkabinett, 1696 ein neuer Südflügel mit Klosterschule, Küche und Refektorium. Hinzu kamen um die Jahrhundertwende verschiedene Ökonomiebauten. Das wichtigste Bauvorhaben betraf die Klosterkirche, die nicht mehr den Bedürfnissen der Zeit entsprach. Zurlauben liess nach Plänen des Tessiner Stuckateurs Giovanni Battista Bettini das Kirchenschiff zwischen 1694 und 1697 durch ein Oktogon nach oberitalienischem Vorbild ersetzen. Im Kreuzgang entstand die Loretokapelle. Die erneuerte und erweiterte Klosteranlage war nun überwiegend von barocker Architektur geprägt. 1700/01 liess Zurlauben ausserdem auf dem Lindenberg bei Muri das Schloss Horben errichten, das in der Folge als Sommersitz und Erholungsheim der Mönche diente.
Von 1686 bis 1709 gehörte Zurlauben zu den Visitatoren der Benediktinerkongregation. Er erweiterte auch die bestehenden Gerichts- und Grundherrschaften der Abtei im Thurgau: 1693 erwarb er die Herrschaft Sandegg in Salenstein, fünf Jahre später die Herrschaft Eppishausen in Erlen. Ende 1699 weilte er zu Besuch in Rom.

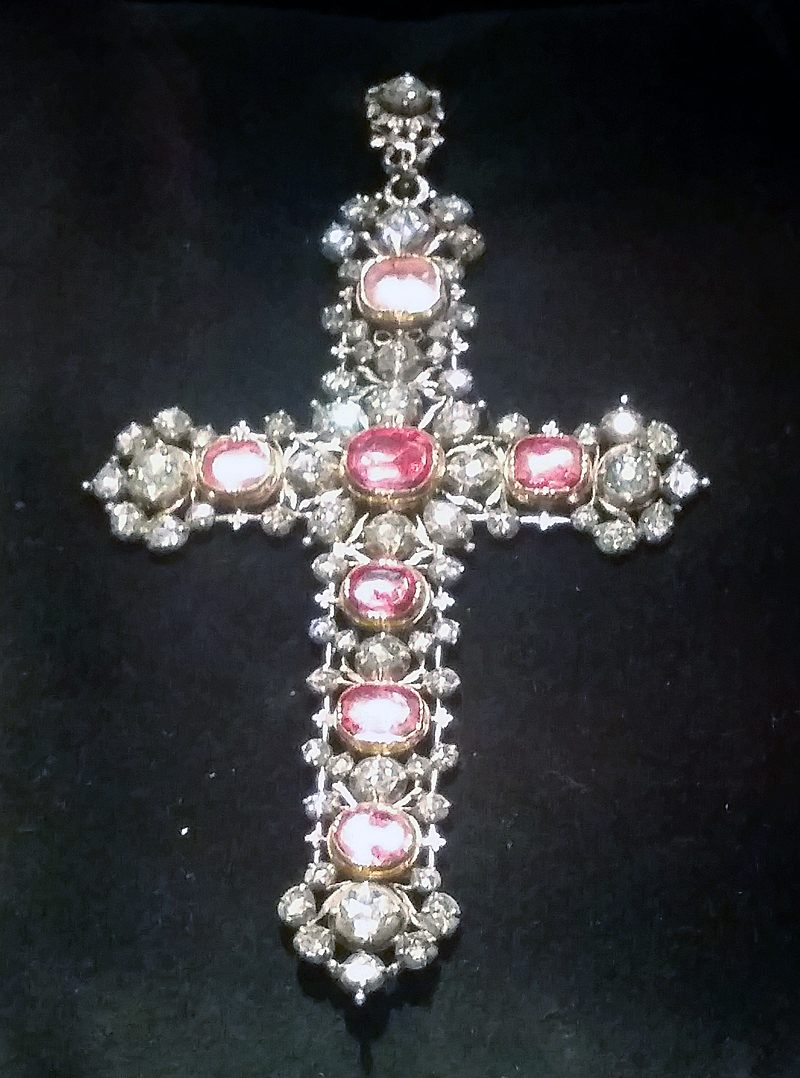
Pektorale von Abt Placidus Zurlauben. Geschenk Kaiser Karls VI. um 1723

Der grösste Prestigegewinn gelang ihm 1701. Mitte Juni war Graf Franz Ehrenreich von Trauttmannsdorff, österreichischer Gesandter an der Tagsatzung, in Muri zu Gast. Dieser schlug dem Abt vor, für sich und seine Nachfolger den Fürstentitel zu kaufen. Der damals übliche Tarif betrug 45.000 Gulden, Zurlauben erhielt ihn aufgrund der historischen Beziehungen zwischen den Habsburgern und der Abtei für 12.000 Gulden. Der am 20. Dezember 1701 ausgestellte und von Kaiser Leopold I. besiegelte Wappenbrief bestätigte die Erhebung in den Stand des Hochadels. Die Schirmorte reagierten zunächst skeptisch, da die Eidgenossenschaft seit 1648 formell nicht mehr dem Heiligen Römischen Reich angehörte. Erst als Trautmannsdorf die Zusicherung gab, dass ihre Rechte nicht geschmälert würden, konnten sich die Schirmorte dazu entschliessen, dem neuen Fürstabt zu gratulieren. Am längsten, bis 1705, liess sich Luzern Zeit. Die feierliche Inauguration erfolgte am 26. März 1702. Als Mitglieder des Reichsfürstenrates hatten die Fürstäbte von Muri das Recht, an Reichstagen teilzunehmen, was aber weder Zurlauben noch seine Nachfolger je in Anspruch nahmen.
Zurlauben baute für die Abtei ein Herrschaftsterritorium am oberen Neckar auf, bestehend aus Gütern und Rechten, welche verarmte Reichsritter des Ritterkantons Neckar-Schwarzwald aus finanzieller Notlage heraus verkauften. Das Territorium umfasste mehrere Dörfer um Horb am Neckar und Sulz am Neckar. Am Anfang stand 1706 der Erwerb der Herrschaft Glatt mit dem Schloss Glatt. 1708 folgten die Orte Diessen, Dettlingen und Haidenhof, 1715 schliesslich Dettensee. 1725 erwarb Zurlaubens Nachfolger das Dorf Dettingen, 1743 das Rittergut Neckarhausen. Die Gesamtkosten für den Kauf des Territoriums betrugen 310.000 Gulden.
Während des Zweiten Villmergerkriegs im Jahr 1712 suchten die Mönche in Luzern Zuflucht. Auch den Klosterschatz, Archiv und Bibliothek wurden dorthin überführt, während Zurlauben selbst bis nach Mailand reiste. Das Kloster blieb unbehelligt, doch Kriegssteuern, Beschlagnahmungen und Schäden in den Kollaturen verursachten beträchtliche finanzielle Verluste. Muri, das als reichste Abtei der Schweiz galt, konnte diese bald wiedergutmachen. Anlässlich seines goldenen Priesterjubiläums liess Zurlauben im Jahr 1720 verschiedene Dukaten prägen. Im gleichen Jahr war er Taufpate des in Horb am Neckar geborenen späteren Abts Martin Gerbert von St. Blasien. Am 14. September 1723 starb Zurlauben im Schloss Sandegg im Thurgau. Sein Leib wurde in der Klosterkirche Rheinau, das Herz in der Klosterkirche Muri beigesetzt.

## Werke
- Moralische Lob- und Ehrenpredigten. Zug 1691.